# Velîka Ceceliivka, Novhorodka
Velîka Ceceliivka (în ucraineană Велика Чечеліївка) este un sat în așezarea urbană Novhorodka din regiunea Kirovohrad, Ucraina.

## Demografie
Componența lingvistică a localității Velîka Ceceliivka
     Ucraineană (96,84%)
     Rusă (1,74%)
     Alte limbi (1,11%)
Conform recensământului din 2001, majoritatea populației localității Velîka Ceceliivka era vorbitoare de ucraineană (96,84%), existând în minoritate și vorbitori de rusă (1,74%).